# 生田麻里菜
生田 麻里菜（いくた まりな、1993年7月14日 - ）は、日本の舞台俳優。演劇集団キャラメルボックス所属。大阪府枚方市出身。身長158cm。

## 略歴
大阪市立咲くやこの花高等学校演劇科を卒業後、創価女子短期大学を経て演劇集団キャラメルボックス俳優教室第14期生となり、2018年演劇集団キャラメルボックスに入団。

## 出演

### 舞台
- 『ナツヤスミ語辞典』（2019年、ウスイケ）
- 『ミス・ダンデライオン』（2022年、祥子/水村）
- 『クロノス』(2022年、久里浜)
- 『ピクトグラム』（2024年）[2]

### 客演
- 『ナイゲン』（2019年、果報プロデュース）-ハワイ庵
- 『My Place』（2019年12月～2021年4月、Nippon朝女芝）
- 『キズツクキカイ』（2020年、たすいち）
- 『アマニサクト』（2020年、しみくれ）
- 『ゲキジョ!（演劇部ってなんで女子ばっかり!）』（2021年3月、成井硝子店）
- 『カフェプルメリア』（2021年4月～2022年1月、Nippon朝女芝）
- 『容疑者Xの献身』（2021年、ナッポスユナイテッド）-金子芹香※山本沙羅とダブルキャスト
- 『ハックルベリーにさよならを』（2021年、キャラメルボックス俳優教室実践科2期中間公演）
- 『#フェイク・F』（2022年2月～現在、Nippon朝女芝）
- 『1981年のグッドバイ』（2022年、成井硝子店）-泉野
- リーディング公演『ショウはおわった』(2022年、ラッパ屋)
- 『反転するエンドロール』(2022年・2023年、ムケイチョウコク)
- 『モーニングコール屋』(2022年、オハ劇)
- 朗読劇『深夜のムーン』（2024年）[3]